# Prusice
Prusice jsou obec v okrese Praha-východ ve Středočeském kraji. Nachází se asi osmnáct kilometrů východně od města Říčany. V obci je evidováno 44 domů a 92 obyvatel.

## Historie
První písemná zmínka o vesnici pochází z roku 1228. Název je odvozen od Prusů a pravděpodobně znamená obec založenou osadníky z Pruska nebo obec, kde bydlelo více obyvatel původem z Pruska. Název obce se v průběhu času se měnil, objevovaly se varianty jako Prussecz, Prušce, Prušec a další podobné varianty.
Ve 14. století obec náležela královské kapli Všech Svatých. Později v roce 1420 přešla do držení světských pánů. Na konci 15. století se Prusice dostaly do majetku rodu Čabelických ze Soutic, který je držel až do roku 1541. Následně připadly ke Kostelci nad Černými Lesy, ke kterému patřili až do roku 1848.
V roce 1677 bylo v obci šest osedlých, včetně čtyř hospodářů a dvou chalupníků. Prusice byly součástí rychtářství Svrabov a přifařeny ke Konojedům. V té době zde fungoval primitivní vodní mlýn.
Během napoleonských válek byli nedaleko obce pochováni zajatí francouzští vojáci z bitvy u Lipska, kteří zde při deportaci do Kutné Hory zemřeli na epidemii břišního tyfu.
V druhé polovině 19. století byly Prusice pod správou obce Nučice, až do roku 1880, kdy se osamostatnily. V roce 1901 byla postavena první silnice, která zlepšila dopravu v obci.
V roce 1911 byl v obci založen hasičský sbor a byla zakoupena ruční stříkačka. Obec poměrně často postihovaly požáry, proto byli hasiči pro obec skutečně přínosem. Ve stejné době v obci také účinkovalo ochotnické divadlo.
Prusice zažily těžké období během první světové války, kdy se život občanů zhoršil nedostatkem potravin a odvodem mužů na frontu. Z války se nevrátilo devět prusických mužů, na jejich památku byl na návsi postaven památník.
Po válce byla v obci otevřena obecní knihovna. V roce 1926 došlo kvůli velkým dešťům k povodni, která rozvodnila místní potok a poškodila řadu domů. V roce 1939 měla obec 37 domů a 176 obyvatel. V této době byla v domě č.p. 13 hospoda s obchodem. Činný byl ochotnický kroužek hasičského sboru, který měl nové jeviště. Ze sportovních aktivit byl v obci rozšířený především fotbal.
Rozvoj hospodářského a kulturního života narušil nástup druhé světové války v roce 1939. Během nacistické okupace trpěli místní obyvatelé nedostatkem potravin a několik jich bylo odvedeno do Německa na nucené práce. Navzdory těžkostem se během války v obci neobjevil žádný zrádce. Po válce, dne 13. května 1945, dorazily do Prusic jednotky Rudé armády. Celkem 700 vojáků i s technikou setrvalo v obci čtrnáct dní.

## Obyvatelstvo
| Rok            | 1869 | 1880 | 1890 | 1900 | 1910 | 1921 | 1930 | 1950 | 1961 | 1970 | 1980 | 1991 | 2001 | 2011 | 2021 |
| -------------- | ---- | ---- | ---- | ---- | ---- | ---- | ---- | ---- | ---- | ---- | ---- | ---- | ---- | ---- | ---- |
| Počet obyvatel | 209  | 218  | 207  | 178  | 198  | 164  | 158  | 130  | 122  | 96   | 84   | 66   | 65   | 82   | 94   |
| Počet domů     | 30   | 33   | 34   | 33   | 33   | 32   | 37   | 39   | 35   | 31   | 28   | 37   | 36   | 35   | 42   |

## Obecní správa

### Územněsprávní začlenění
V chronologickém přehledu je uvedena územně administrativní příslušnost obce v roce, kdy ke změně došlo:
- 1850 země česká, kraj Pardubice, politický i soudní okres Černý Kostelec, obec Nučice[10]
- 1855 země česká, kraj Praha, soudní okres Černý Kostelec, obec Nučice[10]
- 1868 země česká, politický okres Český Brod, soudní okres Černý Kostelec, obec Nučice[10]
- 1880 země česká, politický okres Český Brod, soudní okres Černý Kostelec[11]
- 1939 země česká, Oberlandrat Kolín, politický okres Český Brod, soudní okres Kostelec nad Černými lesy[12]
- 1942 země česká, Oberlandrat Praha, politický okres Český Brod, soudní okres Kostelec nad Černými lesy[13]
- 1945 země česká, správní okres Český Brod, soudní okres Kostelec nad Černými lesy[14]
- 1949 Pražský kraj, okres Český Brod[15]
- 1960 Středočeský kraj, okres Kolín, obec Nučice[16]
- k 24. listopadu 1990 Středočeský kraj, okres Kolín[11]
- k 1. lednu 2007 Středočeský kraj, okres Praha-východ [17]

### Obecní symboly
Znak a vlajka byly obci uděleny rozhodnutím předsedy Poslanecké sněmovny Parlamentu České republiky dne 15. června 2015.

## Doprava

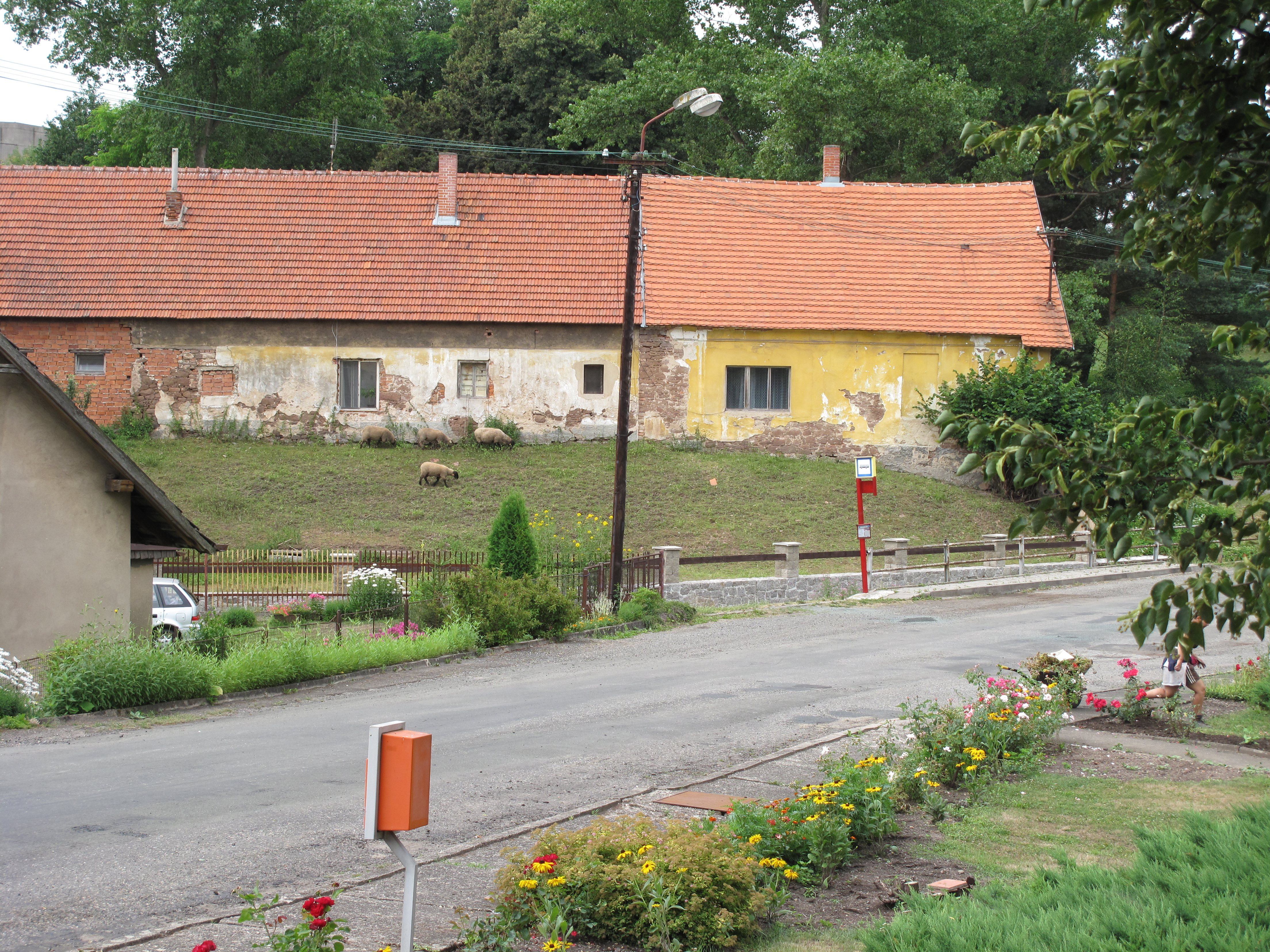
Zastávka na návsi v Prusicích

Železniční trať ani stanice se na území obce nenachází. Nejbližší železniční stanicí je devět kilometrů vzdálená Kouřim na trati 012 z Peček do Kouřimi. Pro dopravu je však výhodnější železniční stanice v Českém Brodě.
Obcí prochází silnice III. třídy číslo 1088. Ve vzdálenosti dva kilometry vede silnice I/2 Praha – Kutná Hora. Z obce je vzdálenost jeden kilometr na silnici II/108 Český Brod – Kostelec nad Černými lesy – Stříbrná Skalice. 
Autobusová doprava v obci je zapojena do Pražské integrované dopravy, a to linkami 387 (Praha, Háje – Uhlířské Janovice) a 659 (Český Brod – Kostelec n. Černými lesy – Stříbrná Skalice). V obci se nachází dvě autobusové zastávky – „Prusice“ a „Prusice, Rozc.“

## Pamětihodnosti
Mezi historické památky patří kamenná zvonička z nučického pískovce na návsi postavená z roku 1863.  Na návsi také stojí pomník obětem 1. světové války. Nedaleko obce stojí také kamenný kříž, postavený nad hrobem Napoleonových vojáků.

V blízkém lesíku zvaném Maliňák u silnice z Konojed do Kostelce se nachází pomník letecké nehody prototypu letounu XLE-110, který v těchto místech dne 12. listopadu 1951 havaroval. Při nehodě zemřeli pilot Karel Vaněk a technik Božetěch Dubový.

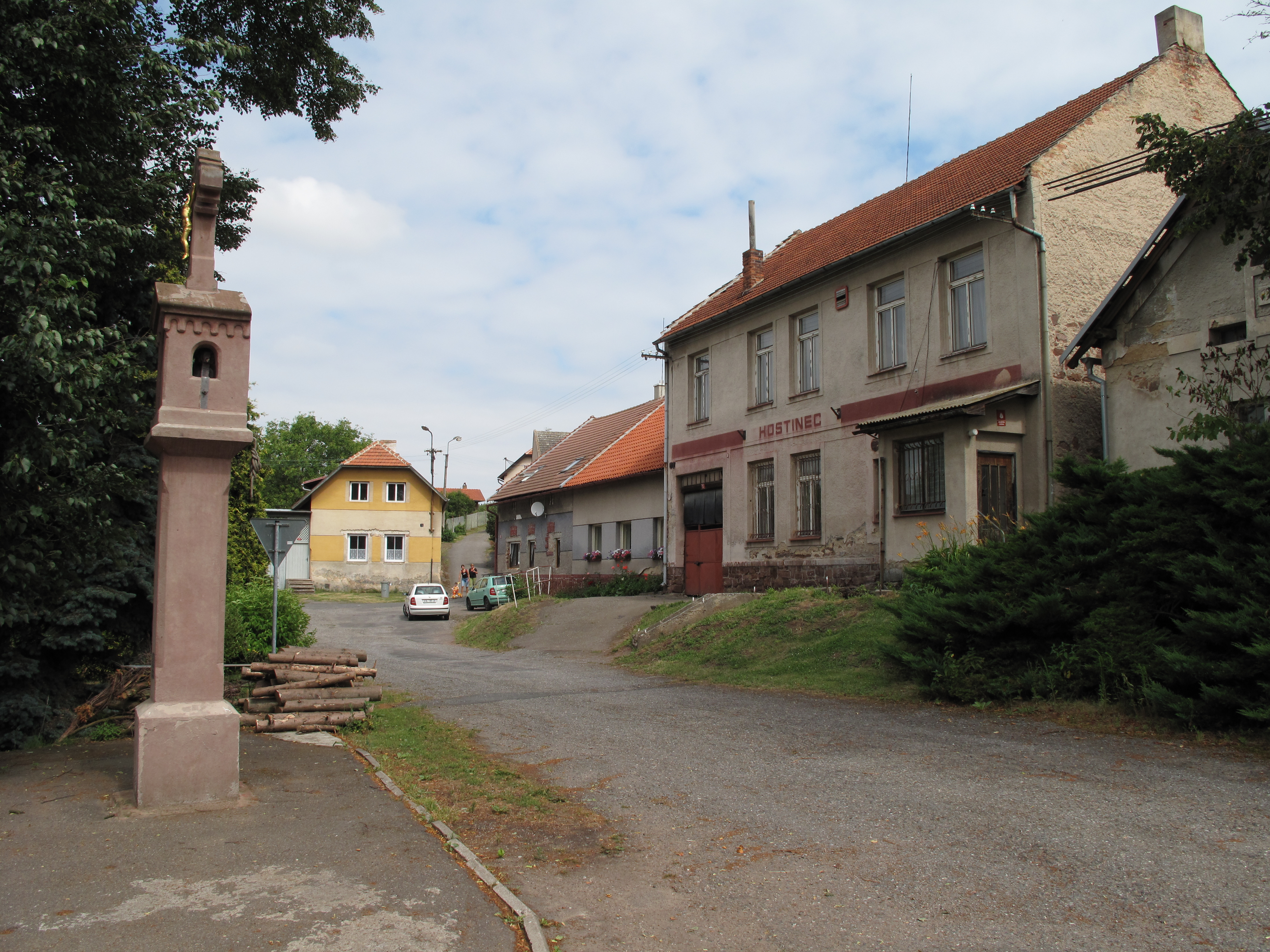
Kamenná zvonička z roku 1863
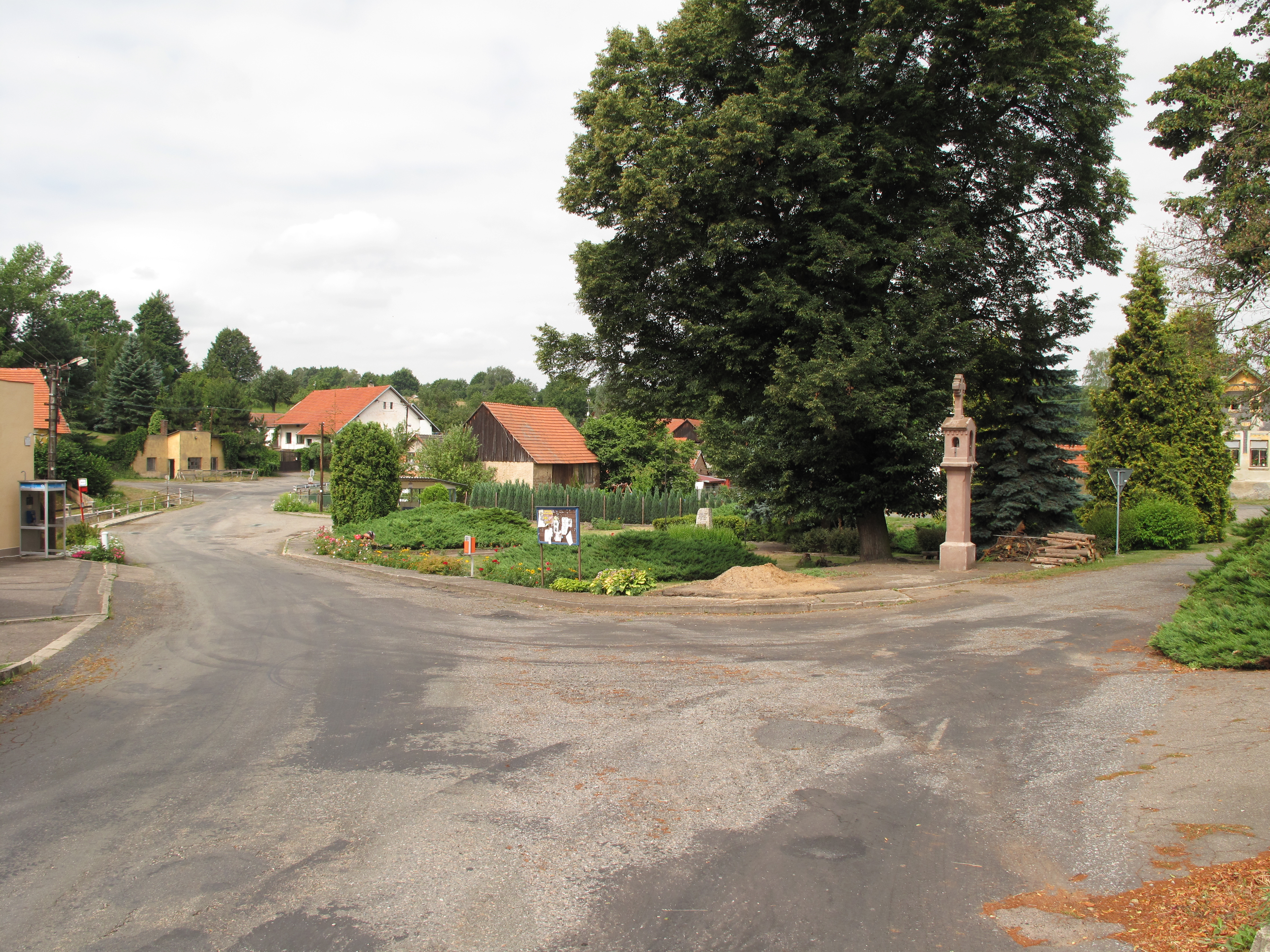
Náves se zvoničkou
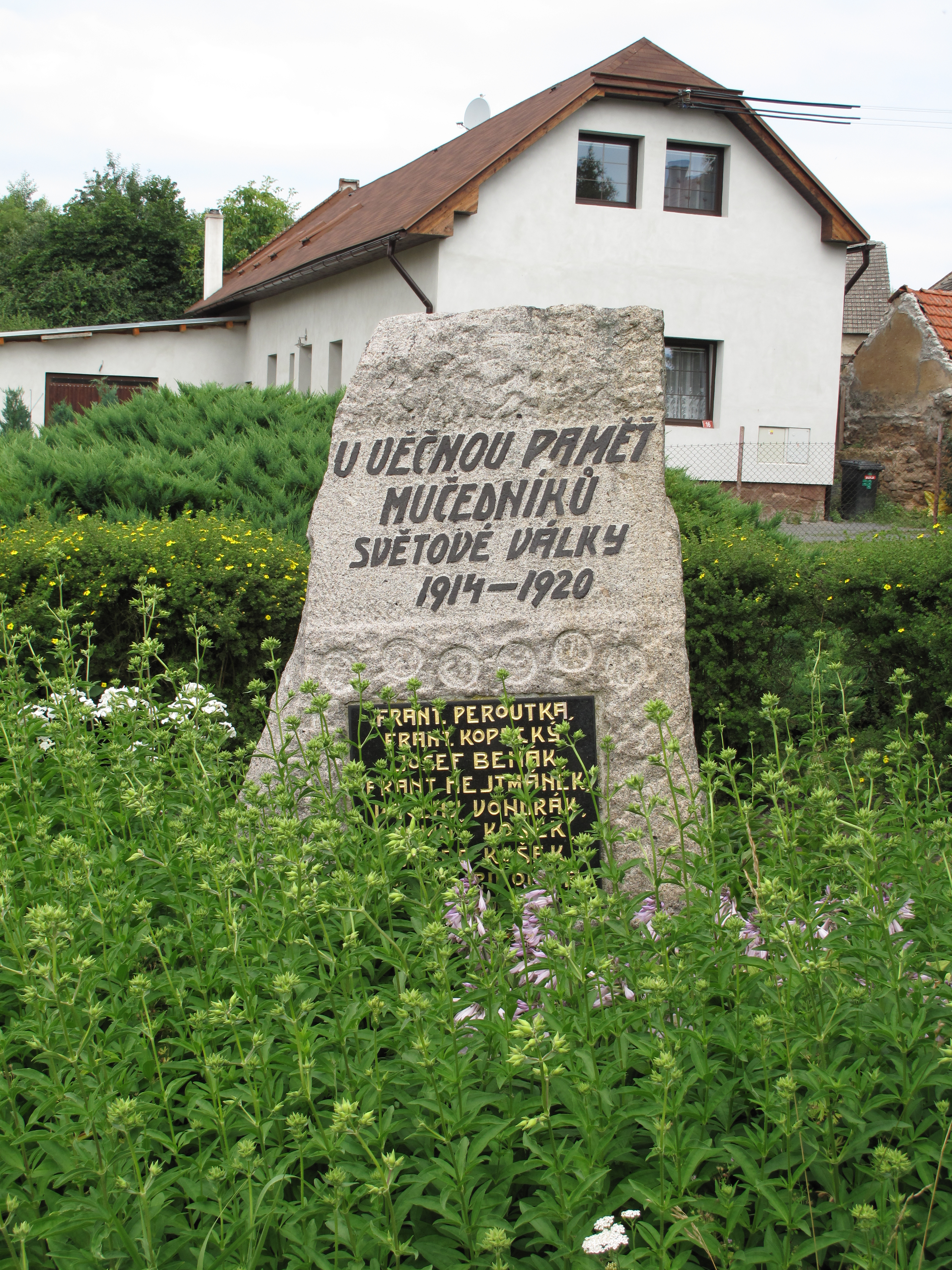
Pomník obětem 1. světové války
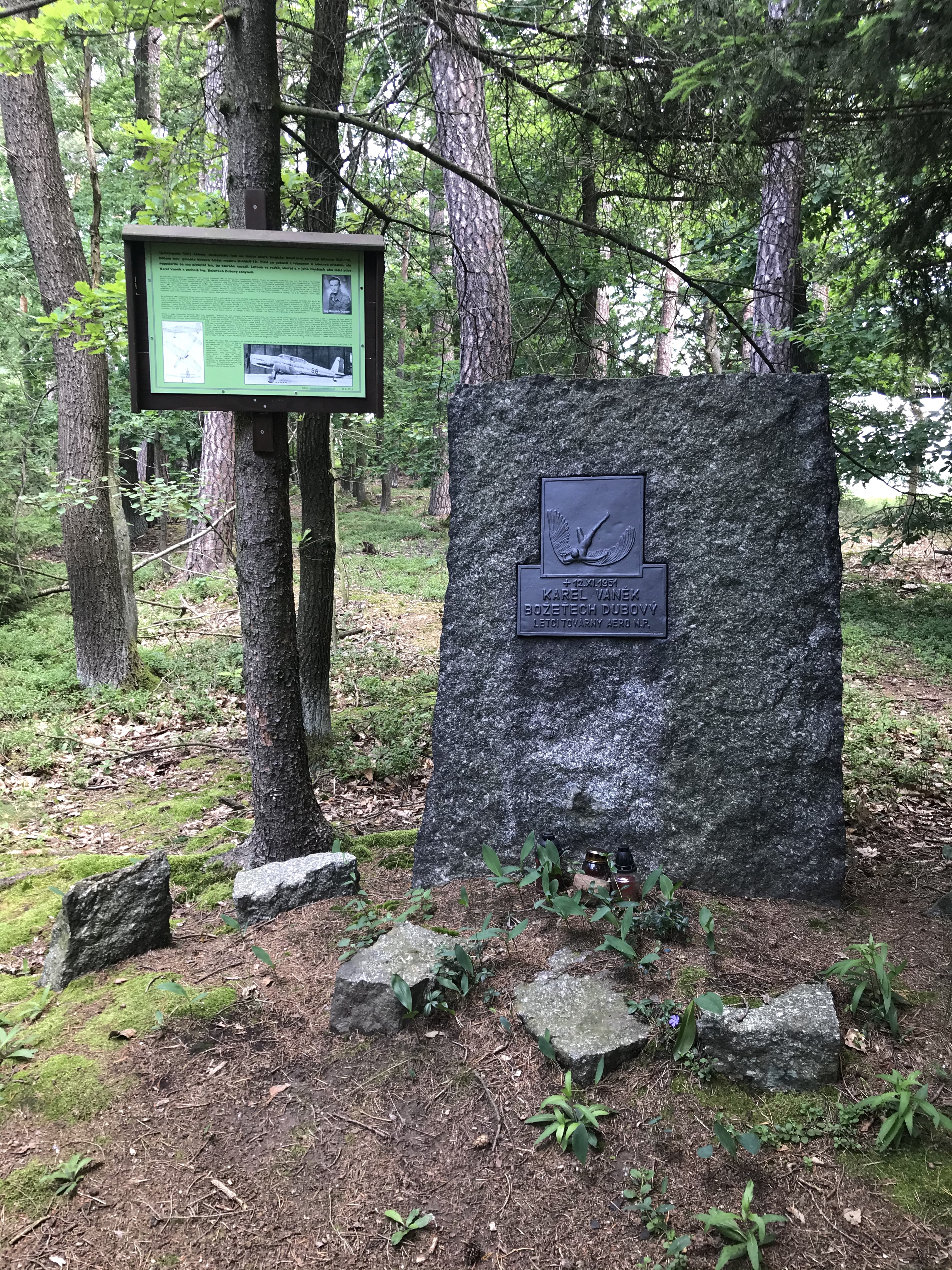
Pomník letecké nehody letounu XLE-110